# Теленгуты
Теленгуты, долонгуты (калм. телеңгүд, бур. долоонгууд, долонгууд, монг. тэлэнгэд, долонгууд, тэлэнгүүд, тэлэнгүд, каз. төлеңгіт, төлеңгүд) — старинный монгольский род. Теленгуты известны в составе калмыков. В составе бурят известны под именем долонгут, в составе казахов под именем толенгит. В современной Монголии этноним распространён в форме тэлэнгэд. В средневековых источниках упоминаются в составе лесных племён (хойин-иргэн), проживавших на севере Монгольской империи.

## Этноним
По одной из версий, этноним долонгут происходит от монгольского числительного долоон (семь). По другой версии, этноним теленгут происходит от древних этнонимов теле и доланьгэ (долань). Некоторые исследователи причисляют этноним теленгут к числу киданьских наименований. Этноним также упоминается в формах тэлэнгут, тэлэгут, тэлэгун, теленгэд, тэлэнгэд, тенлек, тенлег.
Монголоязычные жужани использовали название тегрег «тележники» (в китайской транскрипции теле). Согласно А. С. Шабалову, с современного монгольского языка «теле» можно интерпретировать как «терег» («тэргэн») — «телега, повозка». Как показал Дж. Гамильтон, слово «теле» является китайской транскрипцией древнемонгольского слова «тегрег». В свою очередь, этноним доланьгэ (долангэ, долань), как считают другие авторы, скорее всего происходит от монгольского слова «долон, долонгут» (семь, семеро).

## История
Согласно сведениям из «Сборника летописей», теленгуты представляли собой одно из племён, «которых в настоящее время называют монголами». Теленгуты проживали по соседству с такими племенами как урасут и куштеми.
Местопребыванием этих племён, по-видимому, были пространства между верховьями pp. Оби и Енисея. На карте «Старой Сибири», приложенной к «Сибирской Истории» И. Е. Фишера, теленгуты показаны обитающими по верховьям Оби и её правому притоку Томь. Согласно Б. З. Нанзатову, эти племена проживали на Алтае. К. Д’Оссон локализует теленгутов и урасутов на территории к западу от оз. Байкал.
В «Сокровенном сказании монголов» племена теленгут, урасут и куштеми отражены под именами теленгут (тенлек), урсут и кесдиин. Под именем урасут (урсут, уруснут) ранее было известно бурятское племя хонгодоров. Названия куштеми и кесдиин отождествляют с термином кыштым, собирательным названием мелких сибирских племён, находившихся в даннической зависимости от более сильных соседей.
Согласно Рашид ад-Дину, «они хорошо знают монгольские лекарства и хорошо лечат монгольскими [способами]. Их также называют лесным племенем, потому что они обитают по лесам». «У этих племен [урасут, теленгут и куштеми] страна была расположена по ту сторону киргизов, [на расстоянии] около одного месяца пути». «После того как киргизы выразили покорность, а [потом] восстали, Чингиз-хан послал к этим вышеупомянутым племенам своего сына Джочи-хана. Он прошел по льду через Селенгу и другие реки, которые замерзли, и захватил [область] киргизов». «Во время [этого] похода и возвращения он также захватил и те племена».
Согласно «Сокровенному сказанию монголов», лесные племена выразили покорность Джучи в 1207 году (в год Зайца). Высоко оценив заслуги Джучи, Чингисхан обратился к нему со словами: «Ты старший из моих сыновей. Не успел выйти из дому, как в добром здравии благополучно воротился, покорив без потерь людьми и лошадьми Лесные народы. Жалую их тебе в подданство».
Теленгуты были в числе монгольских племён, которые по указу Чингисхана находились в прямом подчинении у нойона-тысячника Хорчи. Кроме теленгутов Хорчи совместно с тысячниками Тахаем и Ашихом ведали тремя тысячами бааринцев и пополненными до тьмы адаркинцами, чиносцами и тоолесами.
Согласно Абул-гази, теленгуты-долонгуты представляли собой небольшой народ и относились к ойратам или калмыкам, которым они прежде всего и принадлежали. Г. О. Авляев этноним теленгут среди калмыков относил к числу тюркских элементов. В свою очередь, Л. П. Потапов полагал, что теленгуты, очевидно, древнемонгольское племя, тюркизированное ещё до чингисовых времён. Часть теленгутов в XIII веке вошла в состав ойратов. Ойраты, переселившиеся в середине XIII века на Алтае-Хангайское нагорье, оказались по соседству с улусом Хорчи. Именно с этого времени чиносы, теленгуты и другие племена из улуса Хорчи стали взаимодействовать с ойратскими племенами и оказались в составе ойратов-дербетов и позже калмыков-дербетов.

## Расселение
Г. О. Авляев упоминает теленгутов в составе ойратов-дербетов и калмыков-дербетов. Э. П. Бакаева упоминает теленгутов среди родов дунда хурда шабинеров в составе малых дербетов. Роды ики-теленгут и бага-теленгут упоминаются в составе Хошоутовского улуса калмыков-торгутов.
Среди бурят этноним распространён в форме долонгут. Этноним также упоминается в форме тэлэгут. Долонгуты упоминаются в числе родов, вошедших в состав хонгодоров, а также в составе следующих этнотерриториальных групп: аларских, тункинских, окинских (в том числе в составе рода тэртэ) и закаменских бурят. В составе селенгинских бурят имеется род тэлэгун, в частности в составе ашибагатов.
Долонгуты (теленгуты) также проживают на территории Монголии. Ныне они являются носителями родовых фамилий Тэлэнгэд, Тэлээ, Тэлэнгид, Тэлэнгээд, Тэлэнгэт, Долонгууд, Тэлэнгэ, Тэлэнгүд, Тэлээт, Тэлэг. Носители родовой фамилии Тэлэнгэд проживают в Улан-Баторе и аймаках Сэлэнгэ, Орхон, Дархан-Уул, Увс, Булган, Хувсгел, Хэнтий.